# Buñol

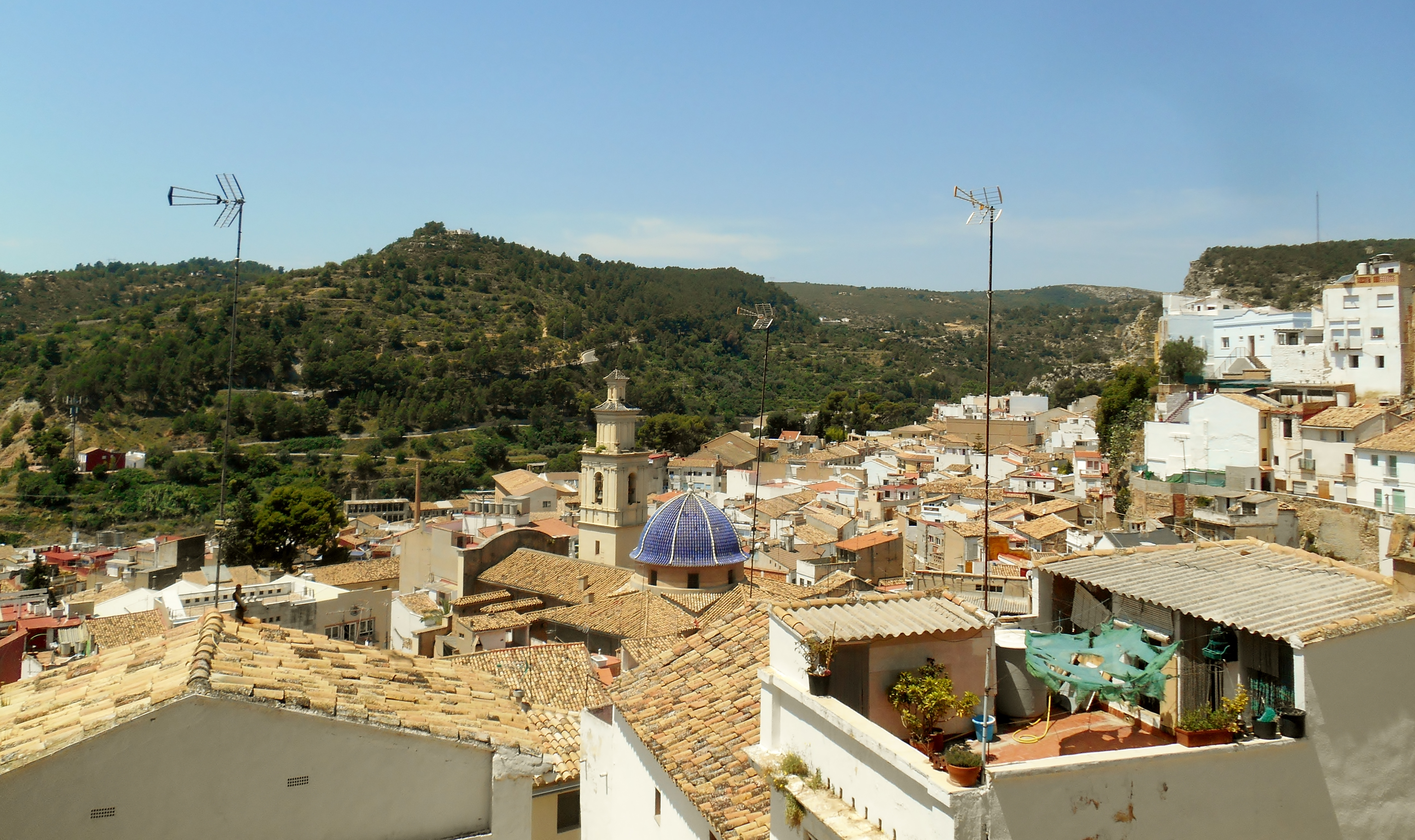

Buñol este un oraș în Spania.